# Psary (wieś w powiecie kolskim)
Psary – wieś w Polsce położona w województwie wielkopolskim, w powiecie kolskim, w gminie Babiak. Wieś dzieli się na: Psary Małe i Psary Duże.
W latach 1975–1998 miejscowość należała administracyjnie do województwa konińskiego.

## Położenie
Psary położone są na drodze lokalnej z Brdowa do Przedcza. Oddalone ok. 1,5 km od Brdowa.